# Крекінг-установка в Іламі
Крекінг-установка в Іламі – складова нафтохімічного майданчику компанії Ilam Petrochemical, розташованого в іранській провінції Ілам. Відома також як 13-й олефіновий комплекс.
Розміщена в Іламі установка парового крекінгу споживатиме постачену з Іламського газопереробного заводу сировину, а саме: 233 тисячі тонн етану, 328 тисяч тонн зрідженого нафтового газу (пропан-бутанова фракція) та 391 тисячу тонн фракції С5+ на рік. Піроліз цих вуглеводнів дозволить продукувати 458 тисяч тонн етилену, 124 тисячі тонн пропілену (в тому числі 18 тисяч тонн придатного для полімеризації), 134 тисячі тонн піролізного бензину (високооктановий компонент пального) та 75 тисяч тонн фракції С4+.
Головним споживачем етилену буде розташований на тому ж майданчику завод поліетилену високої щільності потужністю 300 тисяч тонн на рік. Надлишок зазначеного олефіну подаватиметься у Західний етиленопровід, котрий живить численні нафтохімічні виробництва у різних провінціях Ірану.
Розпочатий у 2012 році проект реалізовувався в умовах періодичних санкцій проти Ірану, проте станом на початок 2018-го він практично досяг будівельної готовності. При цьому введений в дію ще у 2013-му завод полімеризації до появи власного джерела сировини отримує етилен із згаданого вище Західного етиленпроводу.